# 시어도어 젤딘

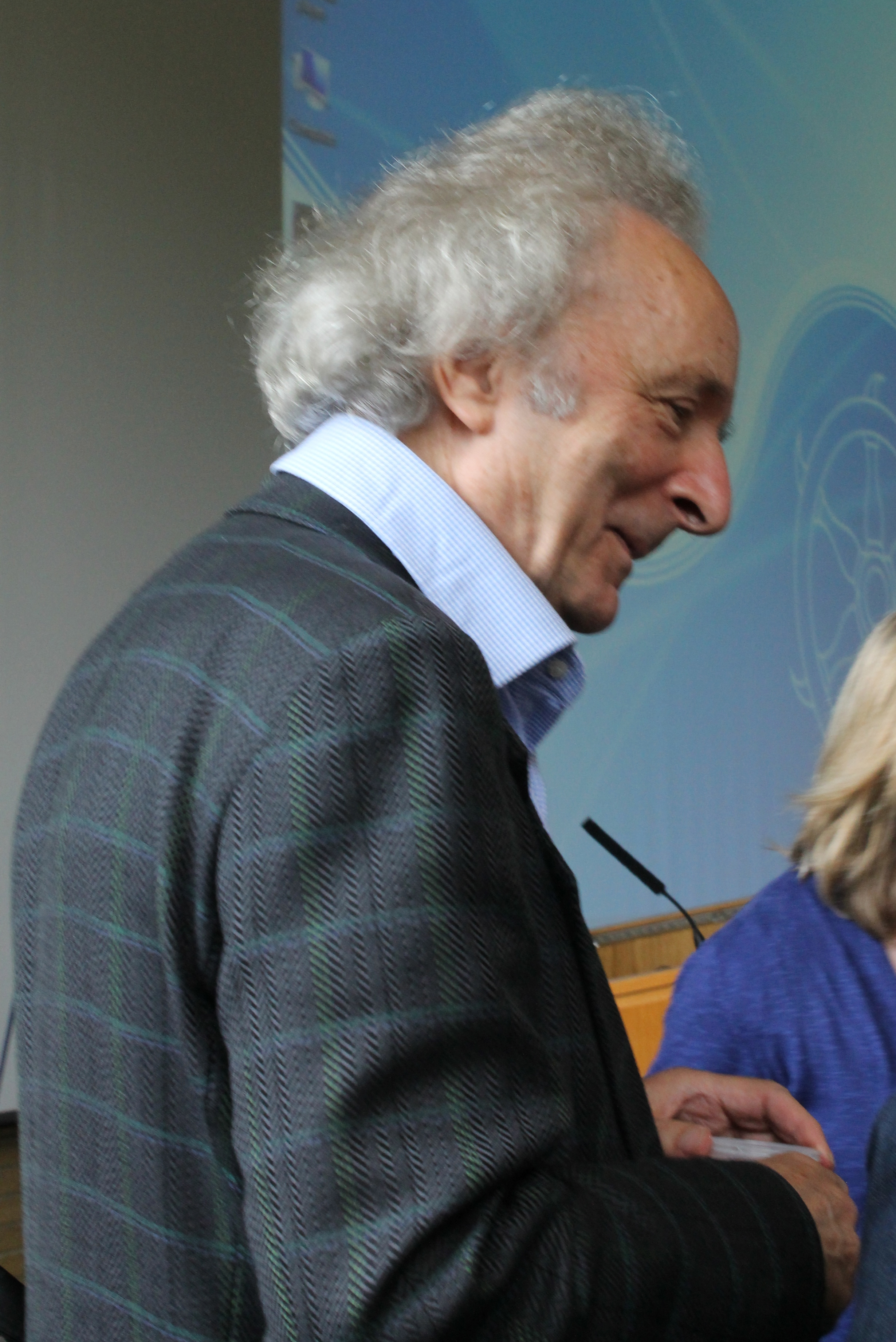

시어도어 젤딘 ( Theodore Zeldin, 1933년 8월 22일 출생 ) 영국 옥스포드 출신의 학자이며 사상가이다. 그는 인생의 다양한 문제들을 제시하고, 그것에 대하여 해답을 얻으려고 하며, 다양한 의견을 공유하고 수렴하려는 노력을 하는 사상가이다.

## 주요연구

### 프랑스인의 삶의 방식
젤딘은 프랑스인의 생활 양식을 조사하는 연구를 하였다. 그는 다양한 계층의 사람들을 직접 방문하여 조사하여 각각의 사람들이 기념비적인 역할을 하고 있다고 평가하였다.
그는 프랑스인들이 '서로 어떠한 사랑을 받기를 원하는가', '왜 배우자와 같이 살기가 힘든가?', 소작농과 친구 맺는 법'등에 대하여 논의하였다.

### 행복에 관한 연구
그는 행복에 대하여 현재 '세계에서 가장 빠르게 성장하는 종교'라고 규정하고, '자유로운 역사'를 통해 왜 그런가에 대한 답변을 얻고자 하였다.